# Bank specjalny
Bank specjalny – bank, który prowadzi specyficzną działalność ze względu na zakres i formę działania lub na rodzaj klientów.
Bank specjalny jest instytucją posiadającą wyspecjalizowany zakres działania. Specjalizacja może polegać na koncentracji działań banku na określonym terytorium (np. banki krajowe, regionalne) lub branży (np.: przemysłowe, rolne, handlu zagranicznego oraz budowlane). Do banków specjalnych można zaliczyć instytucje kredytu długoterminowego, banki hipoteczne rolne i melioracyjne, banki komunalne, a także banki inwestycyjne. Banki inwestycyjne zajmują się koncentracją środków dla finansowania inwestycji. Kapitały te są mobilizowane nie tylko w drodze wkładów od klientów, ale także w drodze emisji i sprzedaży własnych obligacji lub przyjmowania lokat innych banków czy budżetów.